# Echinops telfairi
Echinops telfairi é uma espécie de mamífero da família Tenrecidae, endêmica de Madagascar, onde pode ser encontrada nas porções sul e sudoeste. É a única espécie do gênero Echinops.